# Straight edge
Straight edge (Avantaj total) este o mișcare culturală aparținând unei minorități a mișcării punk radicale ai cărei adepți se angajează voluntar să urmeze un stil de viață curat, fără consum de alcool, tutun și droguri.
Mișcarea straight edge a apărut ca o reacție directă la revoluția sexuală, hedonismul și excesul anilor '60-'70, toate acestea fiind asociate cu mișcarea punk rock. În forma ei cea mai simplă, straight edge este o filozofie a curățeniei și sobrietății în sensul abținerii de la orice formă de consum de alcool, tutun și de droguri.
Termenul a fost introdus de trupa americană de punk radical Minor Threat cu piesa lor "Straight Edge", lansată în anul 1981.
Utilizarea termenului Straight Edge provine de la expresia to have the edge on ceea ce înseamnă, în engleză, a deține supremația asupra cuiva într-o competiție, a avea avantaj în fața a ceva sau a cuiva. Luptând pentru curățenia spiritului, straight edge-rii dețin supremația în fața bețivilor, drogaților și a fumătorilor care nu își pot controla slăbiciunile, viciile. Piesa muzicală Straight Edge preia această expresie, exagerându-i sensul prin utilizarea cuvântului straight, expresia rezultată traducându-se prin avantaj total în competiția vieții.